# (Ghost) Riders in the Sky: A Cowboy Legend
(Ghost) Riders in the Sky: A Cowboy Legend est une chanson américaine de country et western.
Stan Jones, qui est considéré comme l'auteur de cette chanson, travaillait comme garde forestier pour le service des parcs nationaux de la Vallée de la Mort en Californie et il composait des chansons. Il l'a enregistrée et sortie en 1948. La mélodie de (Ghost) Riders in the Sky: A Cowboy Legend est basée sur une autre chanson bien connue, When Johnny Comes Marching Home.
La chanson est devenue un standard de musique country. Elle a été reprise par de nombreux artistes, parmi lesquels Johnny Cash, Bing Crosby, Tom Jones, Frankie Laine, Vaughn Monroe, Peggy Lee, Gene Autry, Burl Ives, Les Compagnons de la chanson,  Youn Sun Nah, Neil Levang et Geoff Castellucci.